# ダニエル・アレハンドロ・トーレス
ダニエル・アレハンドロ・トーレス・ロハス（Daniel Alejandro Torres Rojas 、1989年11月15日 - ）は、コロンビア・クンディナマルカ県カーケサ出身のプロサッカー選手。セグンダ・ディビシオン・アルバセテ・バロンピエ所属。ポジションは、ミッドフィールダー。

## 経歴

### クラブ
2005年、15歳でインデペンディエンテ・サンタフェのユースチームに入団した。2008年6月のアメリカ・デ・カリ戦で先発出場しトップチームデビュー。2011年7月、アトレティコ・ナシオナルに買い取りオプション付きのレンタルで加入。しかしほとんど試合で使われることはなく、アルコール依存症発症もあって1シーズンでサンタフェに復帰した。
2015年7月、チームメイトのルイス・カルロス・アリアスとともにインデペンディエンテ・メデジンに移籍。
2016年7月、デポルティーボ・アラベスに移籍。
2020年1月31日、レアル・サラゴサとシーズン終了までの契約を結んだ。

### 代表歴
2015年11月、コロンビア代表初招集。2018 FIFAワールドカップ・南米予選・チリ戦で初キャップ。

## タイトル

### クラブ
サンタフェ
- カテゴリア・プリメーラA:2012-I, 2014-II
- コパ・コロンビア: 2009
- スーペルリーガ・コロンビアーナ: 2013, 2015

メデジン
- カテゴリア・プリメーラA: 2016-I